# Lista siturilor arheologice din județul Constanța - Ț
Lista siturilor arheologice din județul Constanța - Ț conține toate siturile arheologice din județul Constanța înscrise în Repertoriul Arheologic Național (RAN) și aflate în localități al căror nume începe cu litera Ț. RAN este administrat de Ministerul Culturii și Patrimoniului Național și cuprinde date științifice, cartografice, topografice, imagini și planuri, precum și orice alte informații privitoare la zonele cu potențial arheologic, studiate sau nu, încă existente sau dispărute.
Puteți căuta un sit din localitățile care încep cu litera Ț folosind formularul de mai jos sau puteți naviga prin toate siturile din județ la Lista siturilor arheologice din județul Constanța.
| Cuprins                                                       |
| ------------------------------------------------------------- |
| Top - A B C D E F G H I J K L M N O P Q R S Ș T Ț U V W X Y Z |

| Cod RAN     | Denumire | Localitate                      | Adresă        | Datare           | Descoperit | Coordonate | Imagine           | Erori            |
| ----------- | --- | ------------------------------- | ------------- | ---------------- | ---------- | ---------- | ----------------- | ---------------- |
| 62351.01.01 | Situl arheologic de la Țibrinu - "Lacul Țibrinu" / ansamblu anonim (Categorie: locuire civilă) (Tip: Așezare) | sat Țibrinu, comuna Mircea Vodă | Lacul Țibrinu | Babadag          | 2003       |            | Încărcați imagine | Raportați eroare |
| 62351.01.02 | Situl arheologic de la Țibrinu - "Lacul Țibrinu" / ansamblu anonim (Categorie: locuire civilă) (Tip: Așezare) | sat Țibrinu, comuna Mircea Vodă | Lacul Țibrinu | sec. XIII -XVIII | 2003       |            | Încărcați imagine | Raportați eroare |
| 62351.01.03 | Situl arheologic de la Țibrinu - "Lacul Țibrinu" / ansamblu anonim (Categorie: locuire civilă) (Tip: Locuire) | sat Țibrinu, comuna Mircea Vodă | Lacul Țibrinu | gravettian       | 2003       |            | Încărcați imagine | Raportați eroare |
| 62351.01.04 | Situl arheologic de la Țibrinu - "Lacul Țibrinu" / ansamblu anonim (Categorie: locuire civilă) (Tip: Locuire) | sat Țibrinu, comuna Mircea Vodă | Lacul Țibrinu |                  | 2003       |            | Încărcați imagine | Raportați eroare |